# Oliwia Rzepiel
Oliwia Rzepiel (ur. 8 marca 2001 w Warszawie) – polska łyżwiarka figurowa, startująca w konkurencji solistek. Uczestniczka mistrzostw świata juniorów, mistrzyni Polski juniorów (2018) oraz dwukrotna wicemistrzyni Polski seniorów (2018, 2020).

## Osiągnięcia
| Zawody                                | 13–14          | 14–15          | 15–16          | 16–17          | 17–18          | 18–19          | 19–20          |                |                |                |                |                |                |                |                |                |                |
| Międzynarodowe                        | Międzynarodowe | Międzynarodowe | Międzynarodowe | Międzynarodowe | Międzynarodowe | Międzynarodowe | Międzynarodowe | Międzynarodowe | Międzynarodowe | Międzynarodowe | Międzynarodowe | Międzynarodowe | Międzynarodowe | Międzynarodowe | Międzynarodowe | Międzynarodowe | Międzynarodowe |
| ------------------------------------- | -------------- | -------------- | -------------- | -------------- | -------------- | -------------- | -------------- | -------------- | -------------- | -------------- | -------------- | -------------- | -------------- | -------------- | -------------- | -------------- | -------------- |
| CS Tallinn Trophy                     |                |                |                |                | 28             |                |                |                |                |                |                |                |                |                |                |                |                |
| CS Warsaw Cup                         |                |                |                |                | 14             |                |                |                |                |                |                |                |                |                |                |                |                |
| EduSport Trophy                       |                |                |                |                |                | 4              |                |                |                |                |                |                |                |                |                |                |                |
| Istanbul Cup                          |                |                |                |                |                | 4              |                |                |                |                |                |                |                |                |                |                |                |
| Międzynarodowe: Kategorie młodzieżowe |                |                |                |                |                |                |                |                |                |                |                |                |                |                |                |                |                |
| Mistrzostwa świata juniorów           |                |                |                |                | 39             | 40             |                |                |                |                |                |                |                |                |                |                |                |
| JGP w Armenii                         |                |                |                |                |                | 13             |                |                |                |                |                |                |                |                |                |                |                |
| JGP na Białorusi                      |                |                |                |                | 17             |                |                |                |                |                |                |                |                |                |                |                |                |
| JGP w Estonii                         |                |                |                |                | 28             |                |                |                |                |                |                |                |                |                |                |                |                |
| JGP na Litwie                         |                |                |                |                |                | 23             |                |                |                |                |                |                |                |                |                |                |                |
| JGP w Polsce                          |                |                |                |                | 21             |                | 18             |                |                |                |                |                |                |                |                |                |                |
| Mini Europa                           | 6 J            | 2 J            | 5 J            |                |                |                |                |                |                |                |                |                |                |                |                |                |                |
| World Development Trophy              |                | 4 J            | 4 J            |                |                |                |                |                |                |                |                |                |                |                |                |                |                |
| Krajowe                               |                |                |                |                |                |                |                |                |                |                |                |                |                |                |                |                |                |
| Mistrzostwa Polski                    |                |                | 4              | 4              | 2              | 4              | 2              |                |                |                |                |                |                |                |                |                |                |
| Mistrzostwa Polski juniorów           | 24             | 3              | 2              | 4              | 1              | 2              |                |                |                |                |                |                |                |                |                |                |                |